# تیمودی
تیمودی (به عربی: تیمودی) یک شهرداری در الجزایر است که در ناحیه کرزاز واقع شده‌است. تیمودی ۶٬۱۷۵ کیلومتر مربع مساحت و ۲٬۳۸۹ نفر جمعیت دارد و ۳۵۹ متر بالاتر از سطح دریا واقع شده‌است.